# Baiti
Baiti és un districte de Nauru (república insular d'Oceania situada a la part meridional de l'oceà Pacífic).
Està ubicat al nord-oest de l'illa, amb una superfície d'1,2 km² i una població de 810 habitants.